# Lo sposo deluso
Lo sposo deluso, ossia La rivalità di tre donne per un solo amante (De teleurgestelde echtgenoot, of De rivaliteit van drie vrouwen om één minnaar) is een opera buffa in twee bedrijven, K. 430, gecomponeerd door Wolfgang Amadeus Mozart tussen 1783 en 1784. De opera werd door hem echter nooit voltooid, er bestaat slechts een fragment van 20 minuten uit de eerste akte.

## Achtergrond
Mozart was aanvankelijk van plan om de opera door een zevenkoppig Italiaans gezelschap in Wenen te laten uitvoeren. Hoewel ooit werd gedacht dat Lorenzo Da Ponte de auteur van het libretto was, heeft een onderzoek van Alessandra Campana uitgewezen dat het libretto door een niet bekende Italiaanse dichter werd geschreven voor Domenico Cimarosa's opera Le donne rivali, die hij componeerde voor het carnavalsseizoen van Rome in 1780. Volgens Neal Zaslaw zou Cimarosa's librettist Giuseppe Petrosellini kunnen zijn geweest, de huisdichter van het Teatro Valle waar Le donne rivali in première ging. (Petrosellini was waarschijnlijk ook de librettist van Mozarts eerdere opera La finta giardiniera). Voor Lo sposo deluso liet Mozart het aantal personages in Le donne rivali uitbreiden van vijf naar zeven, hernoemde hij de oorspronkelijke vijf, en stelde hij de cast van zangers vast voor wie hij de opera zou schrijven. Het is onduidelijk waarom hij het werk niet afmaakte, hoewel Zaslaw heeft geopperd dat het een combinatie was van de problemen die zich voordeden bij het herschrijven en aanpassen van het libretto voor het Weense publiek en het feit dat Da Ponte in 1785 eindelijk met het libretto voor Le nozze di Figaro was gekomen.
Voor zover bekend was de eerste uitvoering van materiaal uit Lo sposo deluso op 15 november 1797, zes jaar na de dood van Mozart. Mozarts weduwe, Constanze, regelde dat de ouverture en het openingskwartet werden uitgevoerd in het Statentheater in Praag tijdens een concert ter gelegenheid van het muzikale debuut van hun jongste zoon, Franz Xaver Wolfgang Mozart.
In 1991, de 200e sterfdag van Mozart, bracht Opera North The Jewel Box in première, een pasticcio-opera ontworpen door Paul Griffiths. Hierin werden de bestaande stukken uit Lo sposo deluso en L'oca del Cairo gebruikt, alsmede door Mozart geschreven aria's om in te voegen in opera's van o.a. Anfossi, Piccini en Cimarosa. (Het programma was een vrije reconstructie van een pantomime uit 1783 waaraan Mozart en Aloysia Weber zouden hebben deelgenomen).
In 2006, de 250e geboortedag van Mozart, kreeg het fragment van Lo sposo deluso verschillende uitvoeringen, waaronder:
- Bampton Classical Opera's heropvoering van The Jewel Box.
- De Salzburg Festival's uitvoering van zowel Lo sposo deluso als L'oca del Cairo, en andere aria's geschreven door Mozart in een programma getiteld Rex tremendus, bedacht en geënsceneerd door Joachim Schlöme met de Camerata Salzburg onder leiding van Michael Hofstetter. (Deze uitvoering is bewaard gebleven op DVD)

## Rollen
De opera is onvoltooid en nooit als zodanig in première gegaan. De namen van de zangers in de tabel hieronder zijn diegenen voor wie Mozart de rollen schreef en die in de première zouden hebben gezongen.
- Bocconio Papparelli, een rijke maar domme man, verloofd met Eugenia (bas Francesco Benucci)
- Eugenia, een jonge Romeinse edelvrouw, verloofd met Papparelli maar verliefd op Don Asdrubale (sopraan Nancy Storace)
- Don Asdrubale, een Toscaanse legerofficier (tenor Stefano Mandini)
- Bettina, Papparelli's ijdele jonge nichtje, ook verliefd op Don Asdrubale (sopraan Katherina Cavalieri)
- Pulcherio, de vrouwenhatende vriend van Papparelli (tenor Francesco Bussani)
- Gervasio, Eugenia's leraar, verliefd op Metilde (bas Signore Pugnetti)
- Metilde, een virtuoze zangeres en danseres en vriendin van Bettina, ook verliefd op Don Asdrubale (sopraan Theresia Teyber)

Het decor is een villa aan zee in de buurt van Livorno.
De bezetting is bijna identiek aan die van de eerste Le nozze di Figaro. Benucci was de eerste Figaro. Storace de eerste Susanna. Mandini de eerste Graaf Almaviva, en Bussani de eerste Bartolo. Zowel Mandini als Bussani begonnen als tenor, maar tegen die tijd waren ze respectievelijk bariton en bas.

## Bestaande stukken uit de opera
- Overtura - een opzwepend, presto instrumentaal stuk dat zich ontwikkelt naar een meer lethargische, nadenkende stemming
- Quartetto - "Ah, ah che ridere" (Pulcherio, Papparelli, Bettina, Don Asdrubale)
- Aria (fragment) - "Nacqui all'aria trionfale" (Eugenia)
- Aria (fragment) - "Dove mai trovar quel ciglio?" (Pulcherio)
- Terzetto - "Che accidenti" (Papparelli, Don Asdrubale, Eugenia)

Die Schuldigkeit des ersten Gebotes · Apollo et Hyacinthus · Bastien und Bastienne · La finta semplice · Mitridate · Ascanio in Alba · La Betulia Liberata · Il sogno di Scipione · Lucio Silla · Thamos, König in Ägypten · La finta giardiniera · Il rè pastore · Zaide · Idomeneo · Die Entführung aus dem Serail · L'oca del Cairo · Lo sposo deluso · Der Schauspieldirektor · Le nozze di Figaro · Don Giovanni · Così fan tutte · Die Zauberflöte · La clemenza di Tito